# 大门派
大门派，另譯摩訶达婆罗派（IPA：[məhà dwàɹa̰ nḭkàja̰]），是缅甸的一个小型佛教派别，信众主要集中在下缅甸。该团体在戒律方面非常保守。根据1990年《僧伽组织法》，它是缅甸9个合法的佛教派别之一。